# Ludvíkov (Velké Losiny)
Ludvíkov (německy Ludwigsthal) je malá vesnice, část obce Velké Losiny v okrese Šumperk. Nachází se asi 2,5 km na jihozápad od Velkých Losin. V roce 2009 zde bylo evidováno 11 adres. V roce 2001 zde trvale žilo 23 obyvatel.
Ludvíkov leží v katastrálním území Velké Losiny o výměře 21,26 km2.

## Fotogalerie

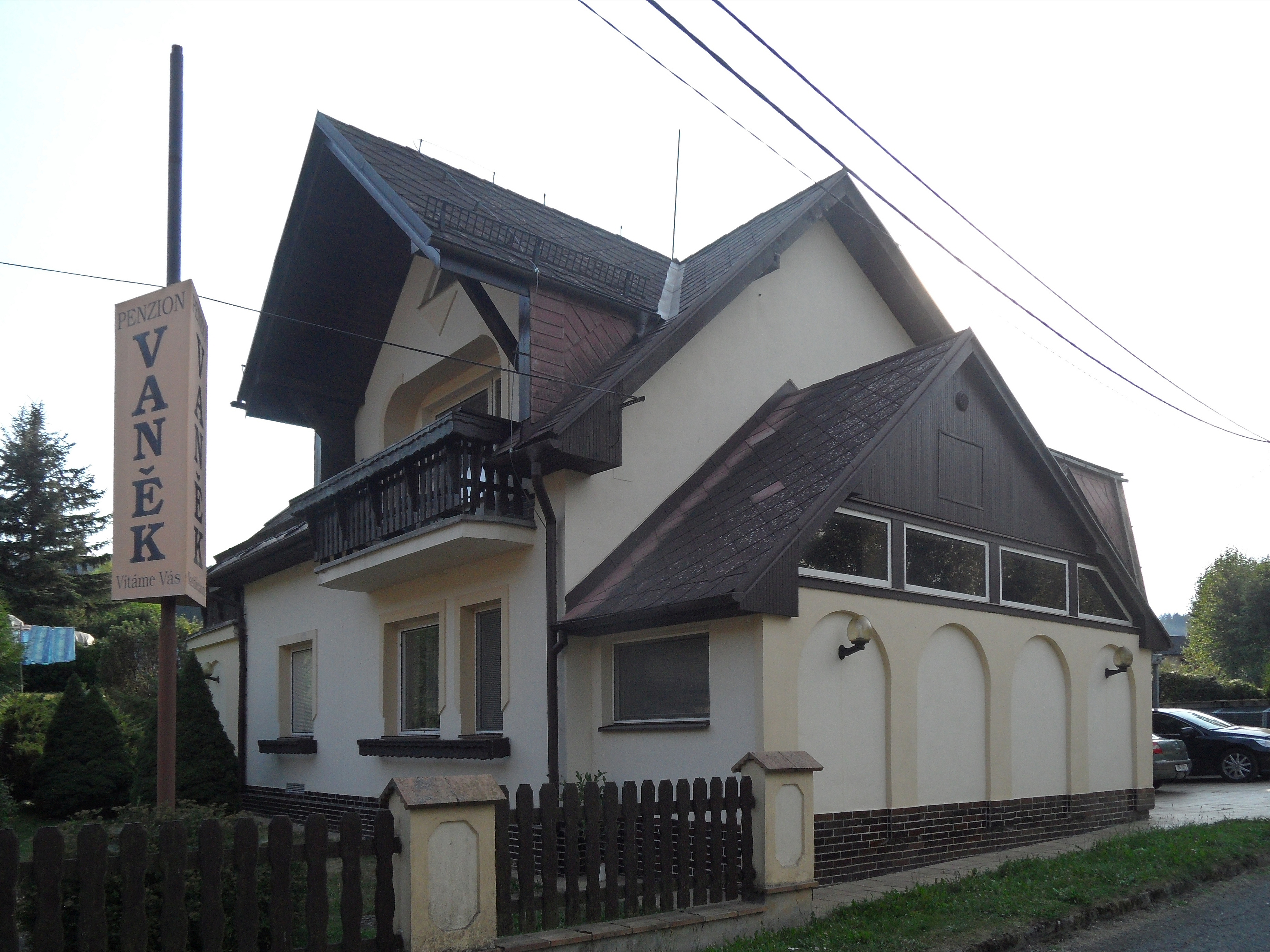
Penzión
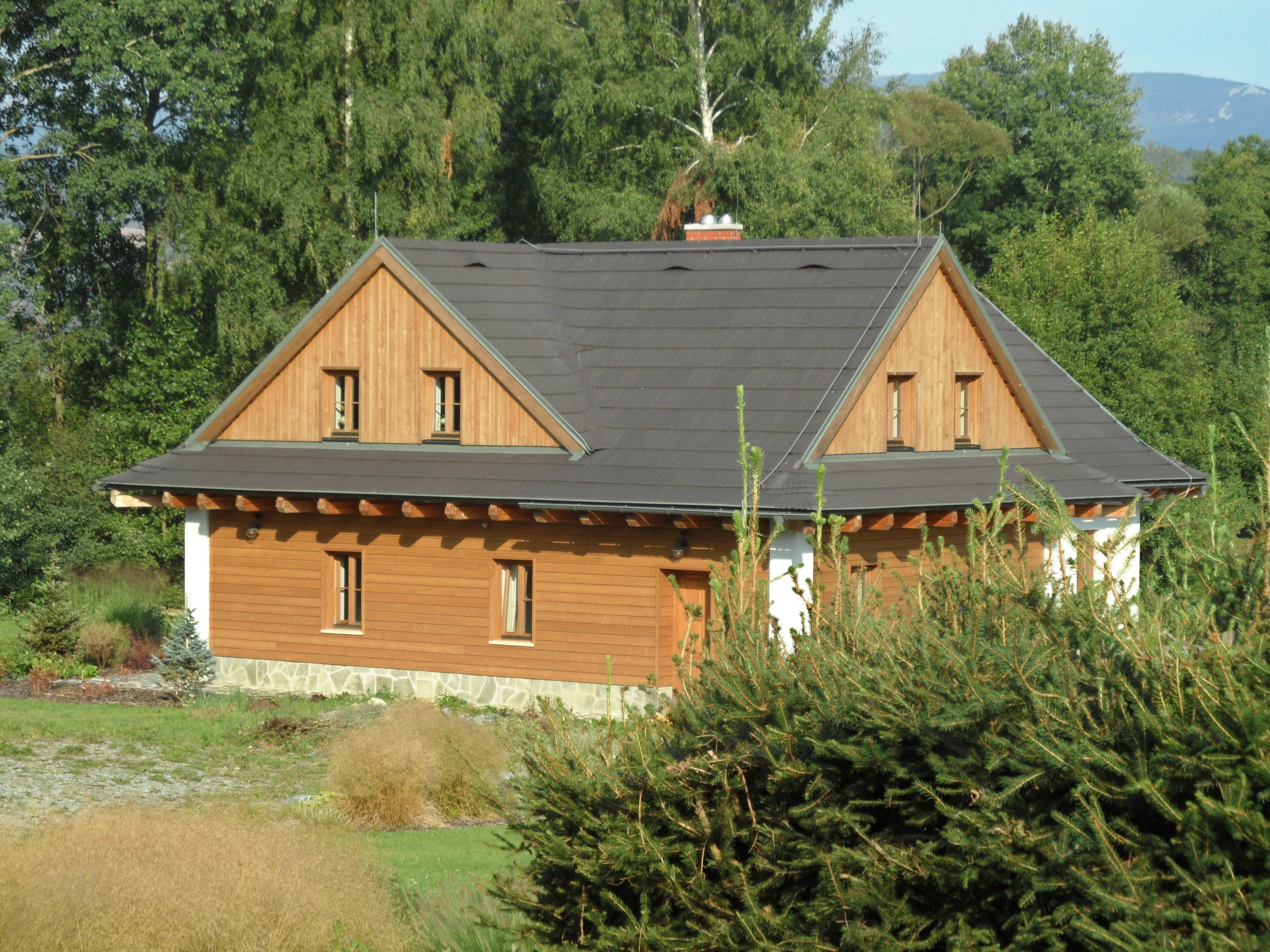
Velký srub
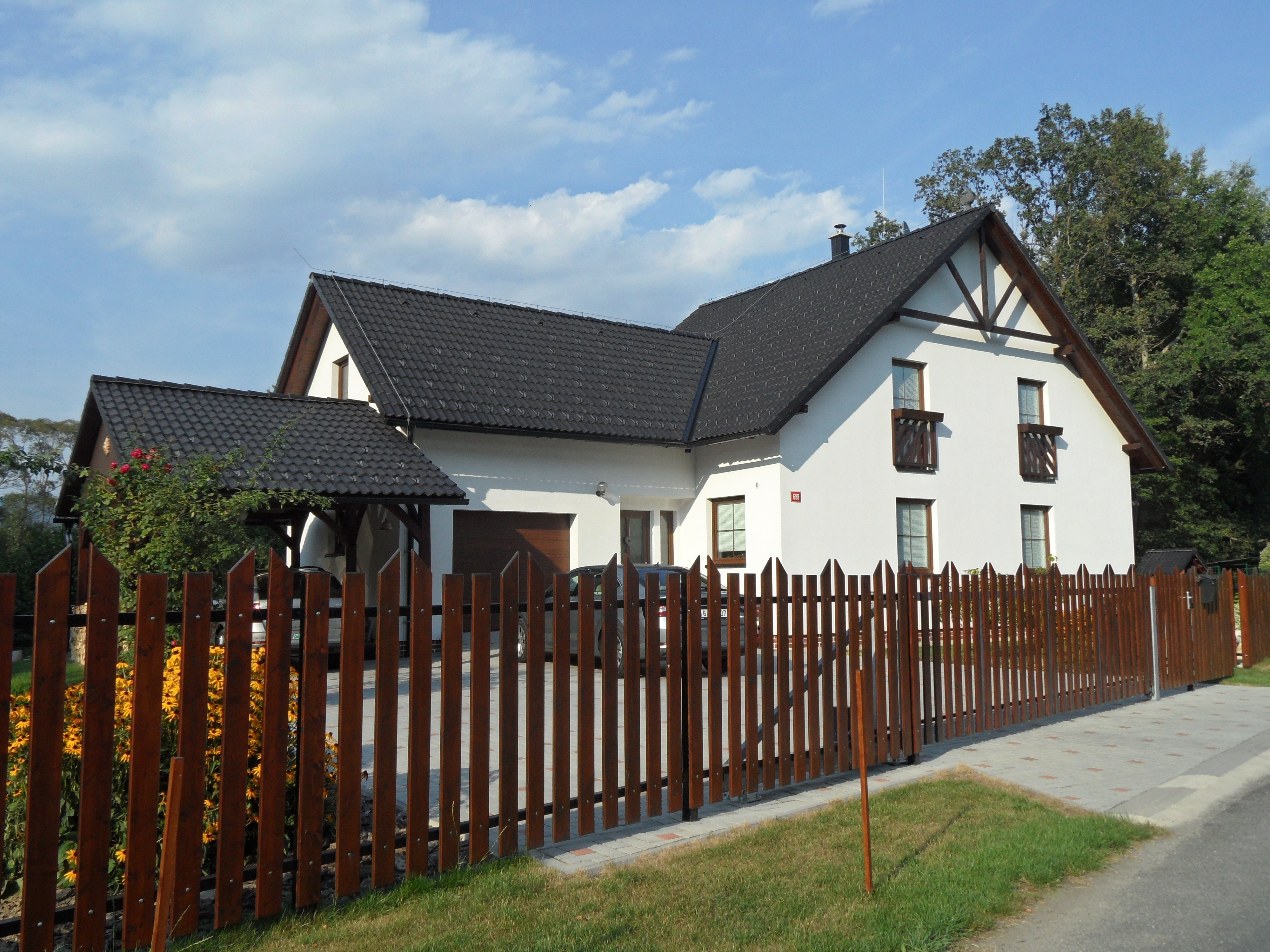
Rodinný dům